# Mattias Göransson
Lars Evert Mattias Göransson (født 13. april 1972) og opvokset i Lindome, er en svensk journalist og publicist.
Göransson skrev tidligere for Dagens Nyheter, Dagens industri og Filmkonst Reportage. Mattias Göransson grundlagde sammen med Tobias Regnell fodboldmagasinet Offside i 1999. Göransson blev tildelt Stora journalistpriset 2002 for sit arbejde med Offside. I 2008 fulgte grundlæggelsen af søsteravisen Filter, hvor Göransson pr. august 2016 er chefredaktør. Filter profilerer sig som reportageavis og begyndte i 2009 et samarbejde med Dagens nyheter.
Göransson har som forfatter skrevet bøgerne Relationslexikon og Familjeflora samt ungdomsbøger. Han har desuden færdiggjort Hannes Råstams bog om Thomas Quick, Thomas Quick. Att skapa en seriemördare, efter Råstams død i januar 2012.
Han har også redigeret Thomas Petterssons bog Den osannolika mördaren.
Vært for Sommar i P1 den 22. juni 2000.